# International Socca Federation
Die International Socca Federation (deutsch Internationaler Socca-Verband), kurz ISF, ist ein privater Verband, der internationale Kleinfeldfußballwettbewerbe für National- und Vereinsmannschaften in den Formaten 5er-, 6er-, 7er- und 8er-Mannschaften veranstaltet.

## Geschichte
Die ISF wurde 2017 von nationalen Betreibern 5er- und 6er-Fußballligen in Europa und Asien gegründet, um die internationalen Kleinfeldfußballturniere an Standorten auf der ganzen Welt zu veranstalten.

## Wettbewerbe
Die ISF organisiert u. a. folgende Wettbewerbe:
- Socca World Cup
- Champions League
- Grand Prix Socca Sevens Cup
- Gulf Cup
- Baltic Cup
- Masters Cup
- Socca Copa America

### World Cup
Der World Cup im Kleinfeldfußball wird von der ISF jährlich, mit Unterbrechung 2020 und 2021 aufgrund der COVID-19-Pandemie, jährlich ausgetragen. 
| 2018 | Lissabon | Deutschland | 1:0       | Polen      | Russland     | 2:1 | Portugal    |
| 2019 | Kreta    | Russland    | 3:2       | Polen      | Griechenland | 2:1 | Moldawien   |
| 2022 | Budapest | Brasilien   | 3:0       | Kasachstan | Polen        | 3:1 | Deutschland |
| 2023 | Essen    | Kasachstan  | 2:1 i. E. | Ukraine    | Mexiko       | 2:0 | Kroatien    |
| 2024 | Oman     | Oman        | 2:1       | Kasachstan | Kroatien     | 2:0 | Rumänien    |